# 西ヶ嶽
西ヶ嶽（にしがたけ）は、兵庫県丹波篠山市にある標高727 mの山。小金ヶ嶽 (725 m)、御嶽 (793 m) と多紀連山を形成する主要な3峰をなす山である。かつては修験道の山として栄えた。

## 概要
多紀連山（多紀アルプス）は三岳とも称され、御嶽、小金ヶ嶽、そしてこの西ヶ嶽を指す。山容は豊かに裾野を広げ、雄大である。南側に多くの尾根を持ち、北面は山頂から絶壁となっており無数の岩場が点在する。頂上は360°開け、近年山頂の木々が伐採されたため展望がよくなった。東方間近に御嶽が聳える。北方には西紀、三和方面の山々が望め、草山温泉方面が一望できる。南方は篠山盆地から高城山（八上城）、弥十郎ヶ嶽、三田の山々をはじめ白髪岳方面が望める。
植生は杉を主体とする植林も見られるが、雑木が多いため秋には紅葉が美しく、春にはヒカゲツツジ、シャクナゲ、タムシバなどが新緑の山々を彩り、また篠山盆地特有の霧（丹波霧）による雲海が秋口から初冬にかけて多くみられる。特に岩場に咲くシャクナゲ、ヒカゲツツジは開花時期には遠方から鑑賞に来る登山者が絶えないほど人気がある。
北壁からの登山道に存在する愛染窟は天然の岩穴で、「胎蔵界」の行場の一つであり、NHK連続テレビ小説『甘辛しゃん』（1997年放映）のロケ地にもなった。暗い内部には役の行者にも見える愛染明王が祀られ、隠微な雰囲気に満ちている。

## 登山
近年、近辺の山でクマが目撃されている。
- 栗柄ルート：篠山口駅から神姫バスにて草山温泉方面行きのバスに乗り、栗柄口から登る本ルートが最も一般的である。栗柄奥バス停から八柱神社北方より谷川沿いの道に愛染窟、西の覗を経由し御嶽と西ヶ嶽との分岐となる尾根へ至る。
- 藤岡ダムルート：藤岡ダムから奥池を経由し西ヶ嶽に至るコース。山頂までの所要約1.5時間。

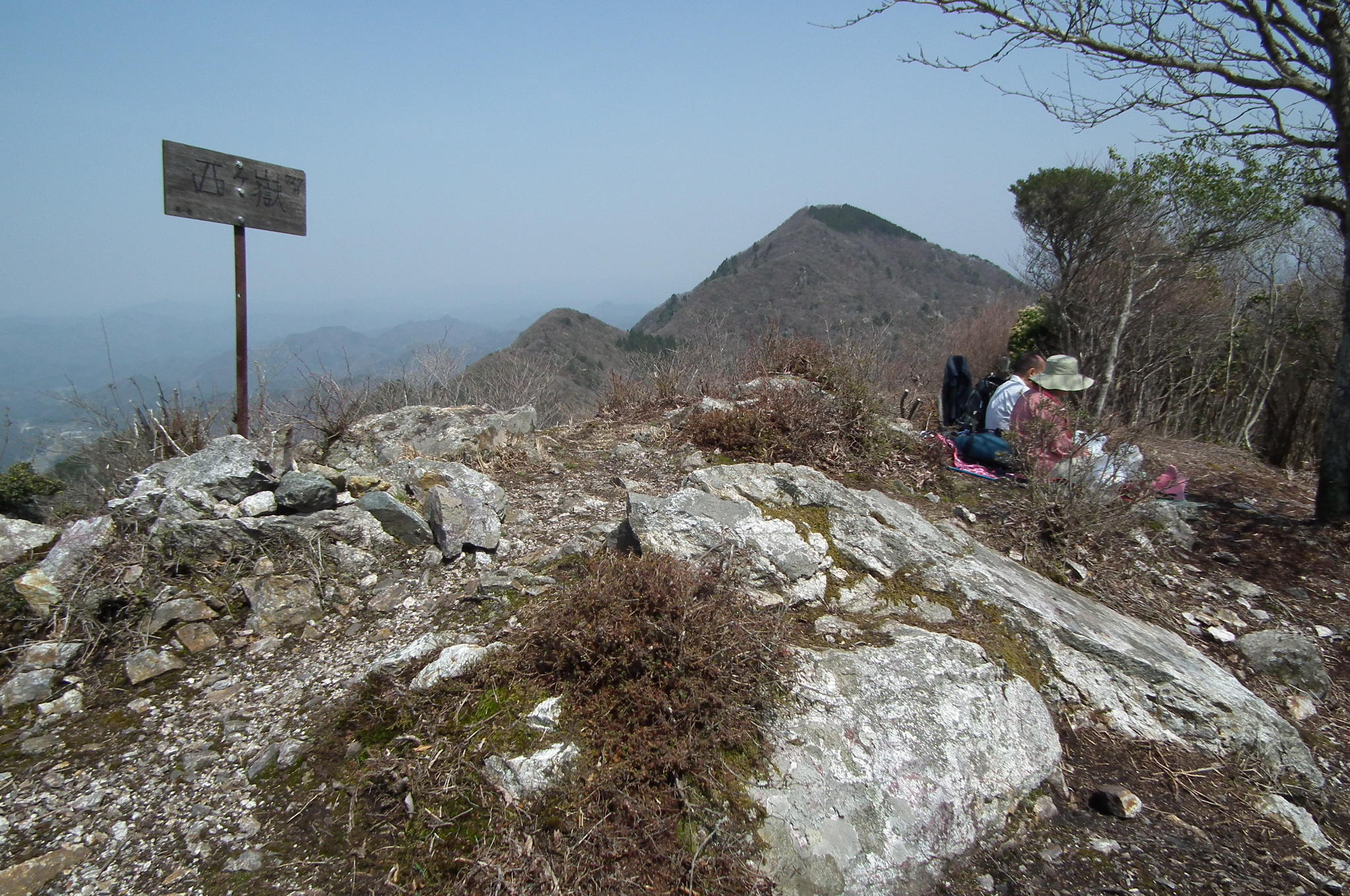
山頂から御嶽を望む
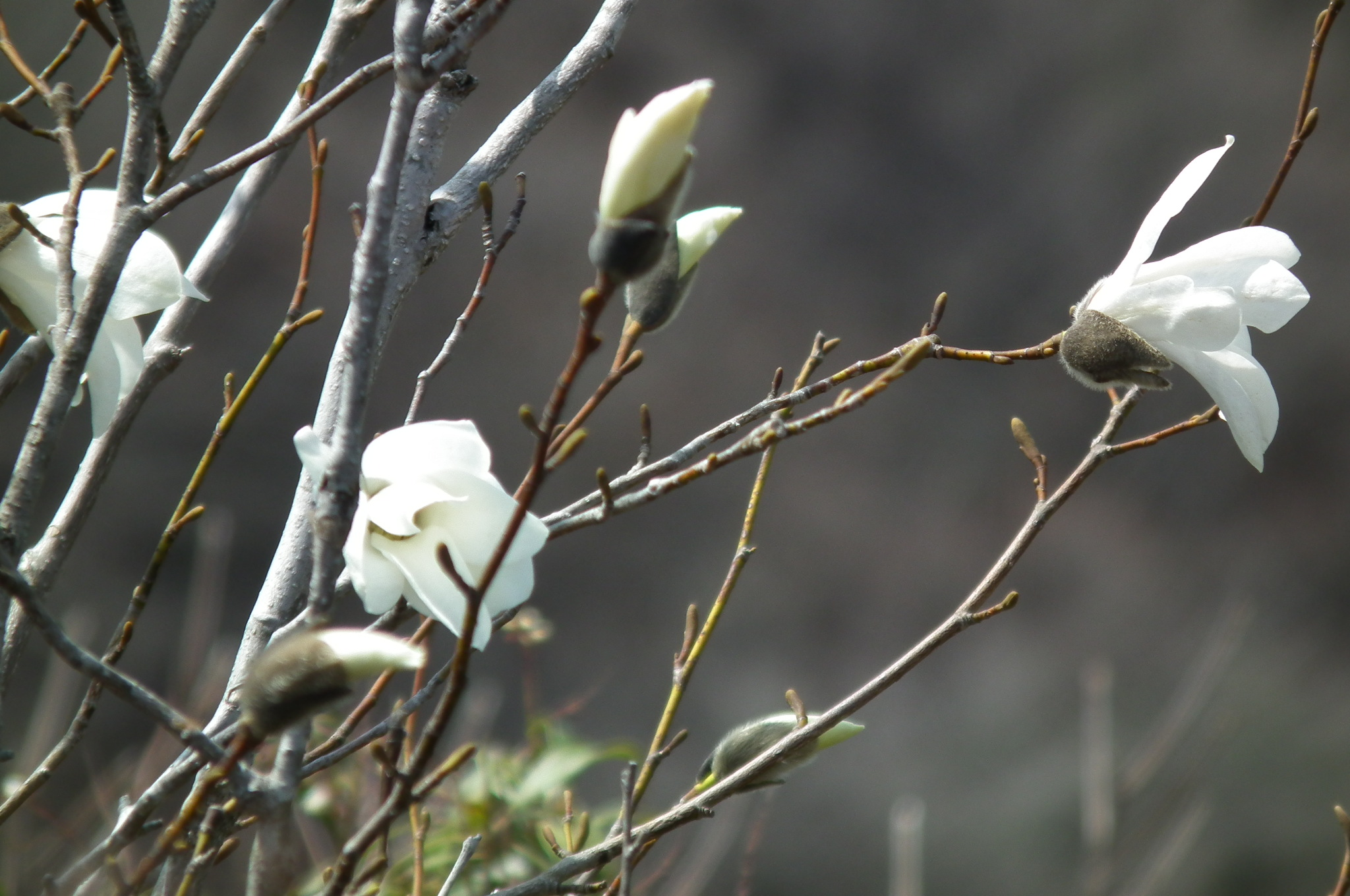
山頂のタムシバ。春にはまだ冬枯れのモノトーンの山を白く彩る
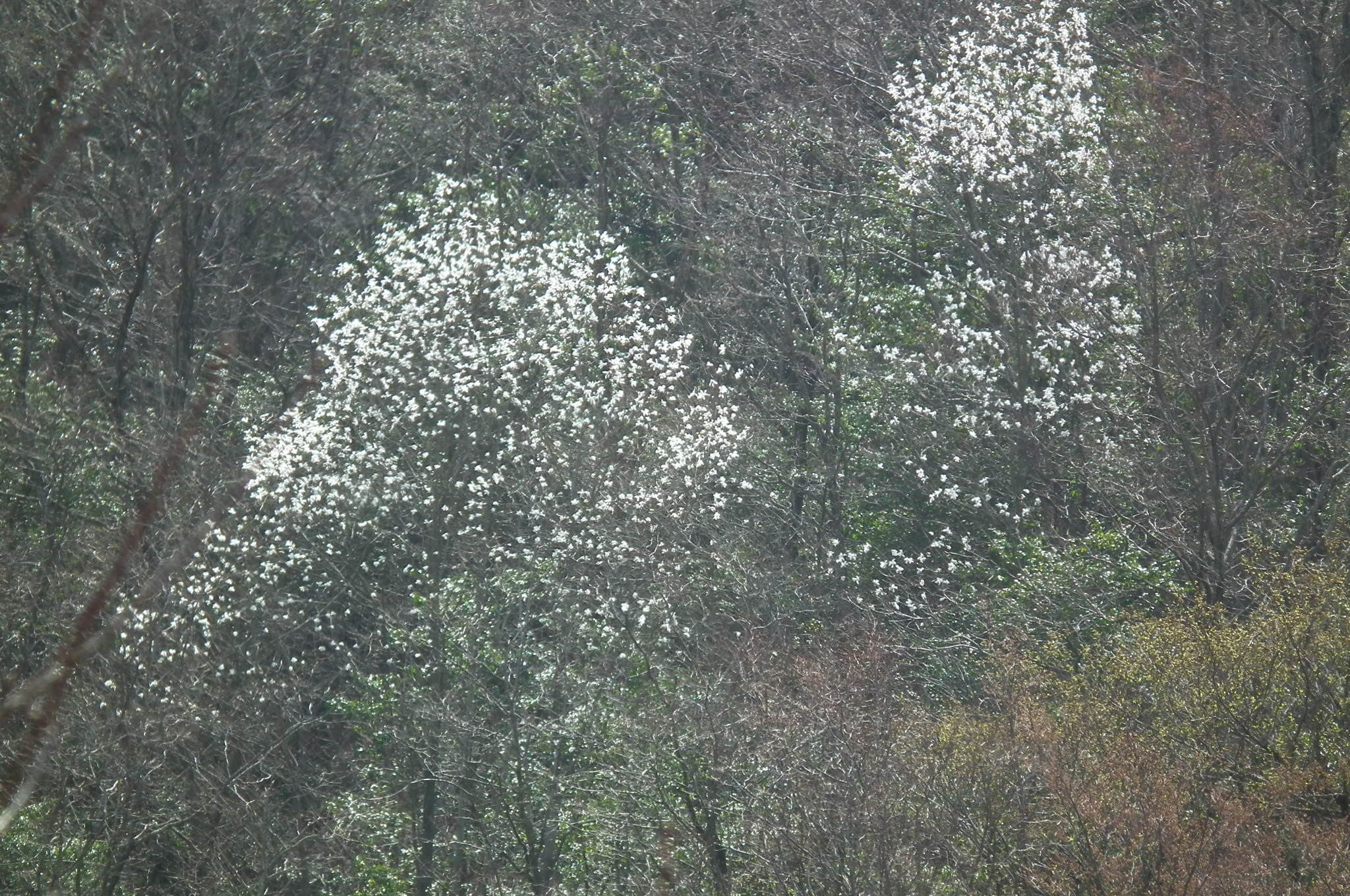
西ヶ嶽山麓のタムシバの高木